# Цуриб
Цуриб — село, адміністративний центр Чародинського району Дагестану. Населення 2240 осіб на 2012 рік.

## Географія
Село Цуриб розташоване за 182 км на північний захід від Махачкали і за 141 км на північний захід від залізничної станції Буйнакськ. Цуриб розташований на річці Кара-Койсу.